# Sangak

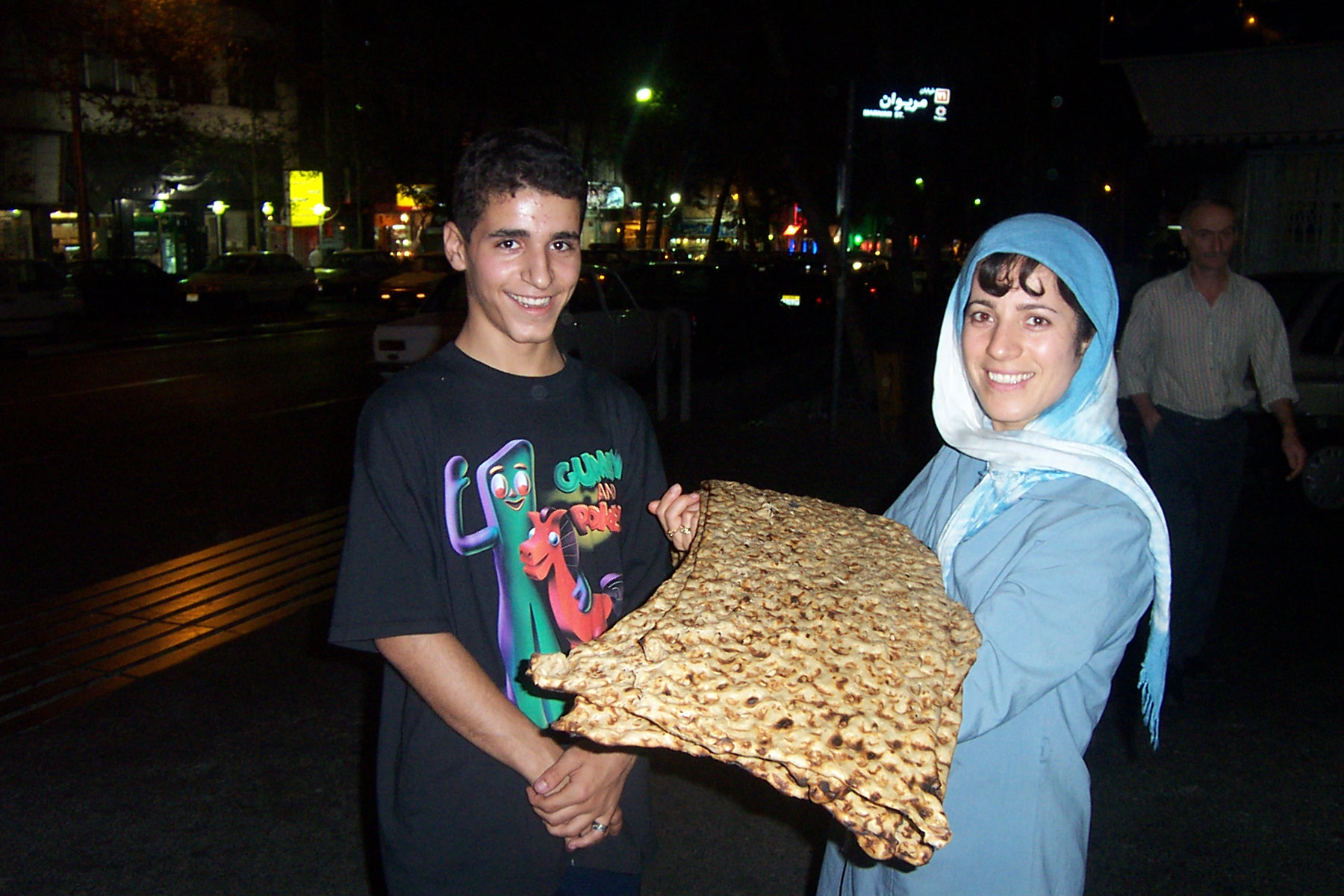
Sangak.

El sangak o nan-e sangak (en persa سنگک) es un pan plano de masa madre integral iraní sencillo rectangular o triangular. Se considera el pan nacional iraní.
Su nombre consta de dos parte: sang, ‘piedra’ o ‘guijarro’, y sangak, ‘piedra pequeña’. Esto se debe a la forma en que tradicionalmente se ha cocido este pan: sobre un lecho de pequeños guijarros de río calientes en un horno.
Normalmente hay dos variedades de sangak en las panadería iraníes: el genérico sin ningún ingrediente añadido, y una variante más cara espolvoreada con semilla de amapola o sésamo.

## Historia
El sangak era tradicionalmente el pan del ejército persa. Cada soldado llevaban una pequeña bolsa de guijarro que se juntaban en el campamento para obtener el «horno de sangak» en el que se cocía pan para todo el ejército. Se tomaba junto a kebab de cordero.

Sanggak